# Джордж Стівенс
Джо́рдж Сті́венс (англ. George Stevens, 18 грудня 1904 — 8 березня 1975) — видатний американський кінорежисер, продюсер, сценарист та оператор. Отримав дві статуетки «Оскар» за найкращу режисерську роботу.

## Біографія
Починав як оператор, працюючи над короткометражними комедіями за участю Лорела і Харді. Першим його повнометражним фільмом була серійна комедія «Коени і Келлі в біді» (1933). Справжнім режисерським проривом став для нього фільм «Еліс Адамс» (1935) з Кетрін Хепберн. Наприкінці 1930-х поставив кілька фільмів з Джинджер Роджерс і Фредом Астером, в 1940 — «Нічне чергування» (1940) з Керол Ломбард.
Під час Другої світової війни служив у Військах зв'язку, в 1943—1946 очолював кінопідрозділ. Знімав кінохроніку: операцію «Нептун», звільнення Парижа, зустріч на Ельбі, звільнення ув'язнених з таборів Дубен і Дахау. Стівенс допомагав у підготовці табірної хроніки для показу на Нюрнберзькому процесі. 2008 року кінохроніку Стівенса занесли до Національного реєстру фільмів.
Військовий досвід Стівенса позначився на його роботах — вони стали драматичнішими. «Я пам'ятаю маму» (1948) — останній фільм, що містить комічні сцени. Стівенс найвідоміший за фільмами «Місце під сонцем», «Шейн», «Щоденник Анни Франк», «Гігант», «Найбільша з коли-небудь розказаних історій». Останньою його роботою став фільм «Єдина забава в містечку» (1970) з Ворреном Бітті і Елізабет Тейлор. У тому ж році він очолив журі 20-го Берлінського кінофестивалю.

## Фільмографія
- 1934 — Голлівудська вечірка / Hollywood Party
- 1939 — Ганга Дін / Gunga Din
- 1951 — Місце під сонцем / A Place in the Sun
- 1952 — Заради цього варто жити / Something to Live For
- 1953 — Шейн / Shane
- 1959 — Щоденник Анни Франк / The Diary of Anne Frank
- 1965 — Найвеличніша історія з коли-небудь розказаних / The Greatest Story Ever Told